# Армстронг-Витворт F.K.6
Армстронг-Витворт F.K.6 (енгл. Armstrong-Whitworth F.K.6 (12)) је британски пратећи ловац. Авион је први пут полетео 1916. године. 

Израђен је само један прототип авиона.
Највећа брзина авиона при хоризонталном лету је износила 160 km/h.
Празан авион је имао масу од 560 килограма. Нормална полетна маса износила је око 916 килограма. Био је наоружан са два 7,7-мм митраљеза Луис.

## Наоружање
| Наоружање авиона: Армстронг-Витворт |        |
| Ватрено (стрељачко) наоружање       |        |
| Топ                                 |        |
| Митраљез                            |        |
| Број и ознака митраљеза             | 2 Луис |
| Калибар                             | 7,7    |
| Бомбардерско наоружање (бомбе)      |        |
| Ракетно наоружање (ракете)          |        |